# Pick Me Up (Masters of Horror)
Pick Me Up is een horrorfilm van regisseur Larry Cohen uit 2006. Het vormt het elfde deel uit de eerste serie van de filmreeks Masters of Horror. Cohen baseerde de film op een kort verhaal van schrijver David Schow.

## Inhoud

### Verhaal
Een bus met passagiers strandt op het platteland, mijlenver verwijderd van zowel het laatst gepasseerde als het eerstvolgende benzinestation. De buschauffeur (Tom Pickett) besluit bij zijn bus op hulp te wachten, samen met de paranoïde Marie (Kristie Marsden) en haar vriend Deuce (Peter Benson). Dit omdat Marie weigert in te stappen bij vrachtwagenchauffeur Jim Wheeler (Michael Moriarty), die passagiers Birdy (Laurene Landon) en Danny (Malcolm Kennard) wel een lift geeft. De overige passagiere, Stacia (Fairuza Balk) was al in haar eentje te voet onderweg gegaan voordat Wheeler aan kwam rijden.
Terwijl Wheeler in zijn cabine ongemakkelijke grapjes maakt over wat voor maniak hij wel niet zou kunnen zijn, komt een jonge man met lange leren jas en cowboyhoed genaamd Walker (Warren Kole) te voet aanzetten bij de bus. Hoewel hij in eerste instantie vriendelijk lijkt, schiet hij vervolgens zowel de chauffeur als Deuce lachend dood. Marie rent daarop de bossen in, waarop Walker haar rustig achterna wandelt. Wanneer hij haar achterhaald heeft, bindt hij haar met prikkeldraad als een rollade vast aan een boom en laat haar zo achter.
Wheeler blijkt ondertussen bij het benzinestation aangekomen een aardig deuntje piano te kunnen spelen. Samen met zijn passagiers eet hij er wat, waarna hij met Birdy naar zijn truck vertrekt. Birdy is wel gecharmeerd geraakt van de trucker en is wel in voor een vrijpartij. Wanneer Wheeler weer in zijn vrachtwagen kruipt en vertrekt met Danny, weet de kijker inmiddels dat Birdy dood achteraan een ketting in de vrachtwagen hangt: het gevaar komt van zowel Wheeler als Walker. De chauffeur stelt voor aan Danny om langs de gestrande bus te rijden en te kijken hoe het er daar aan toe gaat, waar Danny mokkend mee instemt. Aangekomen bij de verlaten bus, krijgt de laatste de schrik van zijn leven als hij twee van zijn oude medepassagiers vermoord in de kofferruimte vindt. Daarop slaat Wheeler hem achter op het hoofd, waarna hij hem onthoofdt met de deur van de kofferruimte. Walker ziet het vanuit de bossen verstopt toe.
Stacia is inmiddels bij een krotterig motel aangekomen, waar ze toch maar een kamer neemt. 's Avonds blijken haar buren te bestaan uit Walker aan de ene kant en Wheeler aan de andere kant. Ze denkt dat in de kamer van Walker een vrouw luidruchtig ligt te schreeuwen tijdens een vrijpartij, maar in feite is het een op bed gebonden vrouw die door Walker stukje bij beetje aan stukken gesneden wordt. Wanneer Stacia wat te drinken gaat halen uit de automaat, komen beide mannen naar buiten om een praatje te maken. Niet op haar gemak, maakt Stacia niettemin dat ze terug in haar kamer komt. Als Walker haar begint te stangen door met de punt van zijn mes snerpende geluiden te maken op haar raam, pakt ze snel haar spullen en vertrekt ongezien door de achterdeur. Later breken zowel Wheeler als Walker in op haar kamer, maar is de vogel gevlogen.
Wheeler kruipt vlug in zijn vrachtwagen en haalt Stacia in. Nadat hij haar ervan overtuigd heeft dat het niet veilig is op de weg vanwege Walker, accepteert ze toch een lift van hem. Wheeler slaat haar bewusteloos wanneer ze naar het handschoenenkastje bukt en wordt wakker in handboeien. Even later komt Walker aan bij de vrachtwagen en krijgt ook een lift. Voor de twee zijn de moordpartijen een soort onderling spel blijkt het, waarbij ze ieder prat gaan op een eigen stijl. Terwijl de twee met elkaar praatjes uitwisselen, trapt Stacia op de rem, waardoor de mannen allebei door de voorruit naar buiten vliegen. Hoewel allebei flink gewond, gaan ze kwaad om zoveel stupiditeit met elkaar op de vuist, tot ze allebei in elkaar zakken. Vervolgens klinkt een sirene van de ambulance, die slachtoffers komt zoeken waar de vrachtwagen omgeslagen is.

### Epiloog
Wheeler en Walker komen er tot hun ergerlijke verrassing in de ambulance achter dat ze naast elkaar liggen. In eerste instantie vervolgen ze hun geruzie, totdat Walker een voorstel doet. Wat denkt Wheeler dat twee mannen als zij samen zouden kunnen uitvreten met een ambulance als deze? Wanneer de ambulancebroeder naar achteren komt, houdt Walker zijn mes gereed. Dan volgt een plotwending. In plaats van hen te helpen, vermoordt de ambulancebroeder beide mannen door een spuit met lucht in hun harten te steken. De ambulancechauffeur vraagt over zijn schouder hoe het met het toetje is. De man met de spuiten antwoordt dat ze dat bewaren voor later. De camera neemt daarop op een hoger bed in de ambulance Stacia in beeld, met dichtgeplakte mond en vastgebonden, kermend van paniek, waarna de aftiteling gaat lopen.

## Rolverdeling
| Acteur           | Personage   |
| ---------------- | ----------- |
| Fairuza Balk     | Stacia      |
| Warren Kole      | Walker      |
| Michael Moriarty | Jim Wheeler |
| Laurene Landon   | Birdy       |
| Malcolm Kennard  | Danny       |
| Tom Pickett      | Bus Driver  |
| Peter Benson     | Deuce       |
| Kristie Marsden  | Marie       |
| Michael Eklund   | Cashier     |

## Trivia
- Laurene Landon speelde eerder in regisseur Cohens horrorfilms Full Moon High (1981), The Stuff (1985), It's Alive III: Island of the Alive (1987), Wicked Stepmother (1989) en The Ambulance (1990). Tevens had ze rollen in de eerste twee delen van Maniac Cop (1988 en 1990), die Cohen beide schreef.